# Las Quatre Rotas e Casilhac
Las Quatre Rotas e Casilhac (en francès Le Vignon-en-Quercy) és un municipi francès situat al departament de l'Òlt i a la regió d'Occitània. Va ser creat el 2019 agrupant els antics municipis de las Quatre Rotas i Casilhac.
El municipi té las Quatre Rotas com a capital administrativa, i també compta amb els agregats de Malacòsta, Beissac (antic municipi de las Quatre Rotas); Casilhac, Malassarga, Fermontés, las Vaus, Chapèla, Murat, Mauriòla, las Ronsèiras, las Bòrias, Paunac i Mas de la Font (antic municipi de Casilhac).

## Demografia
| 1028                  |
| Des de 2020: Població |

## Administració
| Període   | Identitat         | Partit |
| --------- | ----------------- | ------ |
| 2019-2020 | Nicole Casagrande |        |
| 2020-     | Marielle Alary    | PS     |